# Veículo de combate improvisado

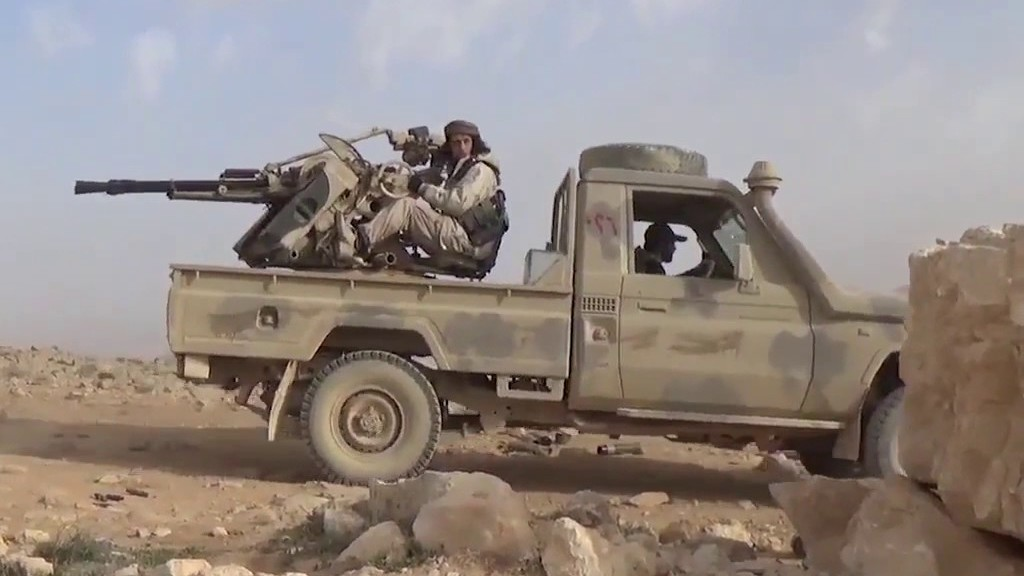
Um Toyota Land Cruiser equipado com um canhão automático ZU-23 operado pelo Exército Livre da Síria durante batalhas contra o Estado Islâmico nas montanhas orientais de Qalamoun, no sul da Síria, 2017.

Um veículo de combate improvisado é um veículo de combate ad hoc resultante de um veículo civil ou militar não utilizado em combate,  modificado ou atualizado, frequentemente construído e empregado por forças insurgentes civis, terroristas, rebeldes, guerrilheiros, partidários, cartéis de drogas, organizações criminosas ou outras formas de milícias não estatais e exércitos irregulares. Este tipo de veículo é também evidenciado em forças militares e policiais ao redor do mundo, como no México e no Médio Oriente. Essas modificações geralmente consistem em adicionar blindagem improvisada e armas fixas, como metralhadoras pesadas ou canhões automáticos antiaéreos, geralmente montados na traseira de um veículo utilitário ou caminhonete.
Várias milícias e forças armadas oficiais improvisaram tais veículos desde a introdução dos primeiros automóveis no serviço militar. Durante as décadas de 1910 e 1920, a ausência de uma doutrina para o uso de automóveis ou de uma indústria dedicada à sua modificação e produção levou a muita improvisação na criação dos primeiros carros blindados do mundo por parte de países e grupos.
Nas décadas de 1930 e 1940, especialmente durante o Período entreguerras e a Segunda Guerra Mundial, apesar do advento das indústrias bélicas, produzindo veículos blindados de combate em muitos países, vários exércitos ainda recorriam ao uso de engenhocas ad hoc, muitas vezes em resposta a situações militares inesperadas ou como resultado do desenvolvimento de novas táticas para as quais nenhum veículo disponível ao serviço era adequado.
A construção de veículos de combate improvisados também pode refletir a falta de meios da força que os utiliza. Isso é especialmente verdadeiro nos países em desenvolvimento, onde vários exércitos e forças de guerrilha utilizam este tipo de veículo (por exemplo, durante a Guerra da Toyota), devido a sua acessibilidade e menor custo comparado aos veículos de combate de nível militar, que apresentam custos acrescidos.

## Uso inicial

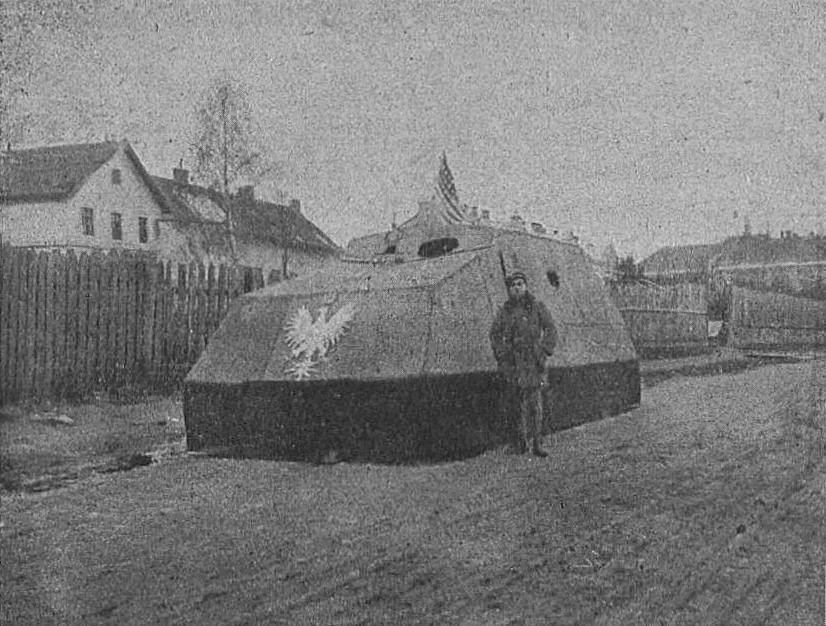
Carro blindado improvisado Tanque de Piłsudski, em 1919.

### Caminhões blindados Daimler-Guinness
Um dos primeiros veículos de combate improvisados registado foi construído para o Exército Britânico em Dublin, durante a Revolta da Páscoa em 1916. Criado a partir de um caminhão Daimler de três toneladas, roubado da cervejaria Guinness de Dublin. Uma carroceria blindada foi montada no caminhão, construída a partir de caixas de fumaça de várias locomotivas a vapor da região. O corpo blindado possuía aberturas para os atiradores visualizarem e dispararem para o exterior, sendo pintado com manchas pretas que funcionavam como aberturas falsas para confundir os atiradores inimigos. Uma caixa de aço protegia o motorista e uma cobertura de aço cobria o radiador do veículo. A construção levou menos de um dia na oficina da Great Southern Railways. Após o levantamento popular, as peças da locomotiva foram devolvidas à ferrovia e o caminhão devolvido aos seus donos.

### Tanque de Piłsudski
O tanque de Piłsudski foi um carro blindado improvisado usado por militares poloneses durante a Guerra Polaco-Ucraniana, entre 1918 e 1919. Foi criado com base em um caminhão da qual a marca se desconhece.

## Segunda Guerra Mundial

### Jipes SAS

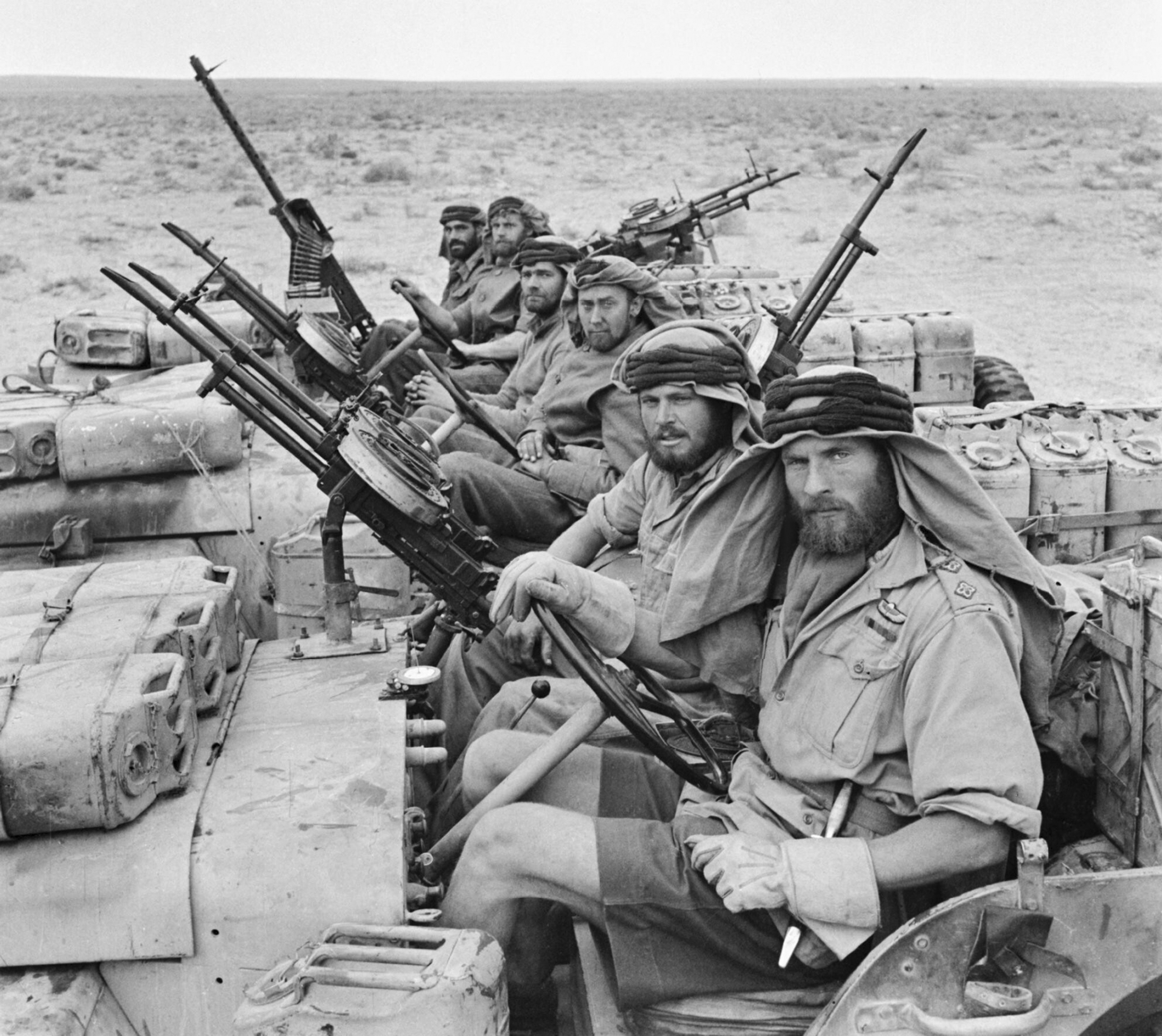
Destacamento 'L' da SAS, em seus jipes armados, durante a Segunda Guerra Mundial.

Criado durante a Campanha do Norte da África da Segunda Guerra Mundial, o Serviço Aéreo Especial (SAS) se especializou no uso de táticas de ataque e fuga, em particular contra campos de aviação do Eixo na regiões onde operavam. Como nenhum veículo era adaptado para esse tipo de missão, o SAS foi forçado a construir o seu próprio. Através de Jipes Lend-Lease, os mesmos foram altamente modificados, tornando-se a arma característica do SAS. Os para-brisas e, às vezes, o para-choque, foram removidos para economizar peso e permitir o transporte de uma carga extra. As barras da grade do radiador eram frequentemente removidas para permitir mais fluxo de ar e resfriar melhor o motor no clima quente do deserto. Diferentes conjuntos de armas eram transportados, incluindo diferentes combinações de várias metralhadoras Browning e Vickers K, de acordo com o suprimento disponível na altura.
Os jipes SAS foram usados durante toda a Campanha do Norte de África. Mais tarde, na Europa, foram também utilizados em missões de  sabotagem atrás das linhas inimigas.

### Guarda doméstica britânica
A Guarda Nacional, uma milícia armada de cidadãos do Exército Britânico, criada como forma de defesa das ilhas contra possíveis  invasões alemãs, muitas vezes foi equipada de forma inadequada ao longo de sua existência, já que os equipamentos mais valiosos e modernos foram fornecidos ao Exército Britânico regular para uso nos combates. Por isso, a Guarda Nacional era frequentemente equipada com armas e veículos obsoletos ou improvisados, de eficácia duvidosa. Entre os veículos de combate improvisados desenvolvidos para uso pela Guarda Nacional estão o Armadillo, o Bison, o OXA e o Standard Beaverette, entre outros.

### Tanques de trator soviéticos
Um veículo blindado de combate soviético improvisado, baseado no trator agrícola STZ-5, foi fabricado em Odessa durante os primeiros estágios da Segunda Guerra Mundial. O nome do tanque NI é uma abreviatura de "Na Ispug" (em russo: На Испуг), que se traduz literalmente como "por medo". Também era chamado de "tanque Odessa" e/ou "tanque do terror". Outro tipo de veículo era o KhTZ-16 (nomeado em homenagem à Fábrica de Tratores de Kharkiv), baseado no chassi de um trator agrícola STZ-3.

### Kubuś

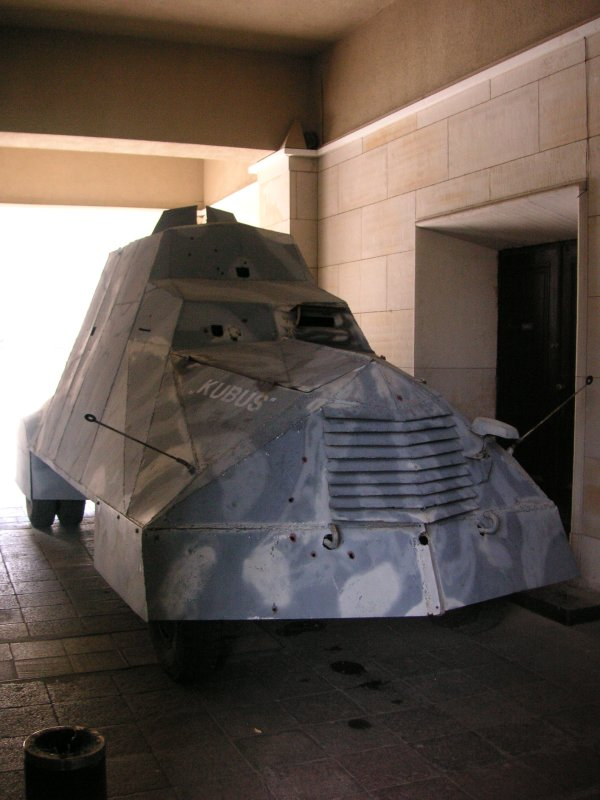
O carro Kubuś original no Museu do Exército Polonês.

Em 1944, o Exército Nacional da Resistência Polonesa desenvolveu e construiu um carro blindado improvisado, utilizando como base o chassi de caminhão Chevrolet 157, afim de ser utilizado contra as forças alemãs de ocupação.

## Tempos modernos

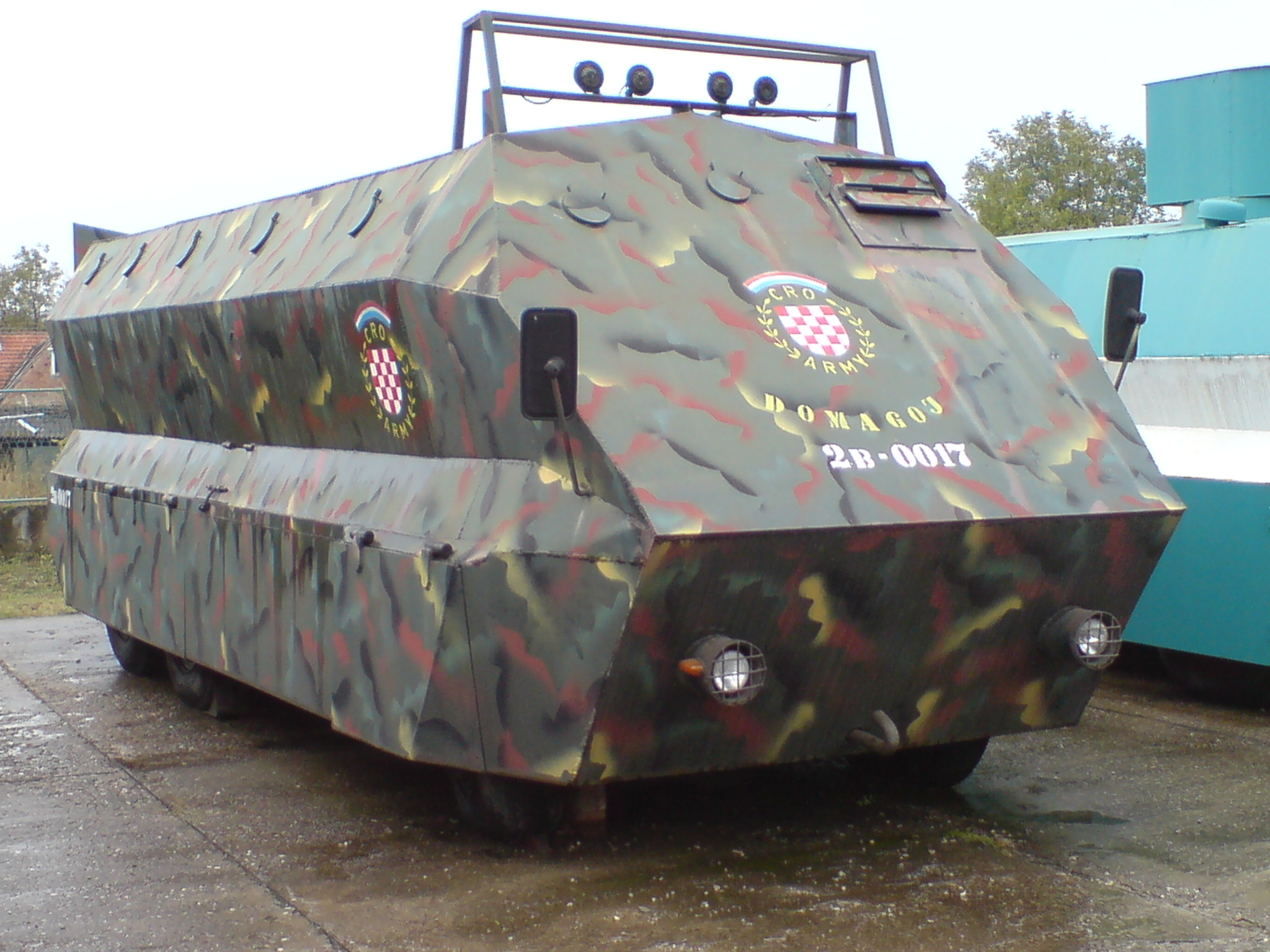
Um veículo de combate de infantaria improvisado croata durante a Guerra da Independência da Croácia (1991–1995).
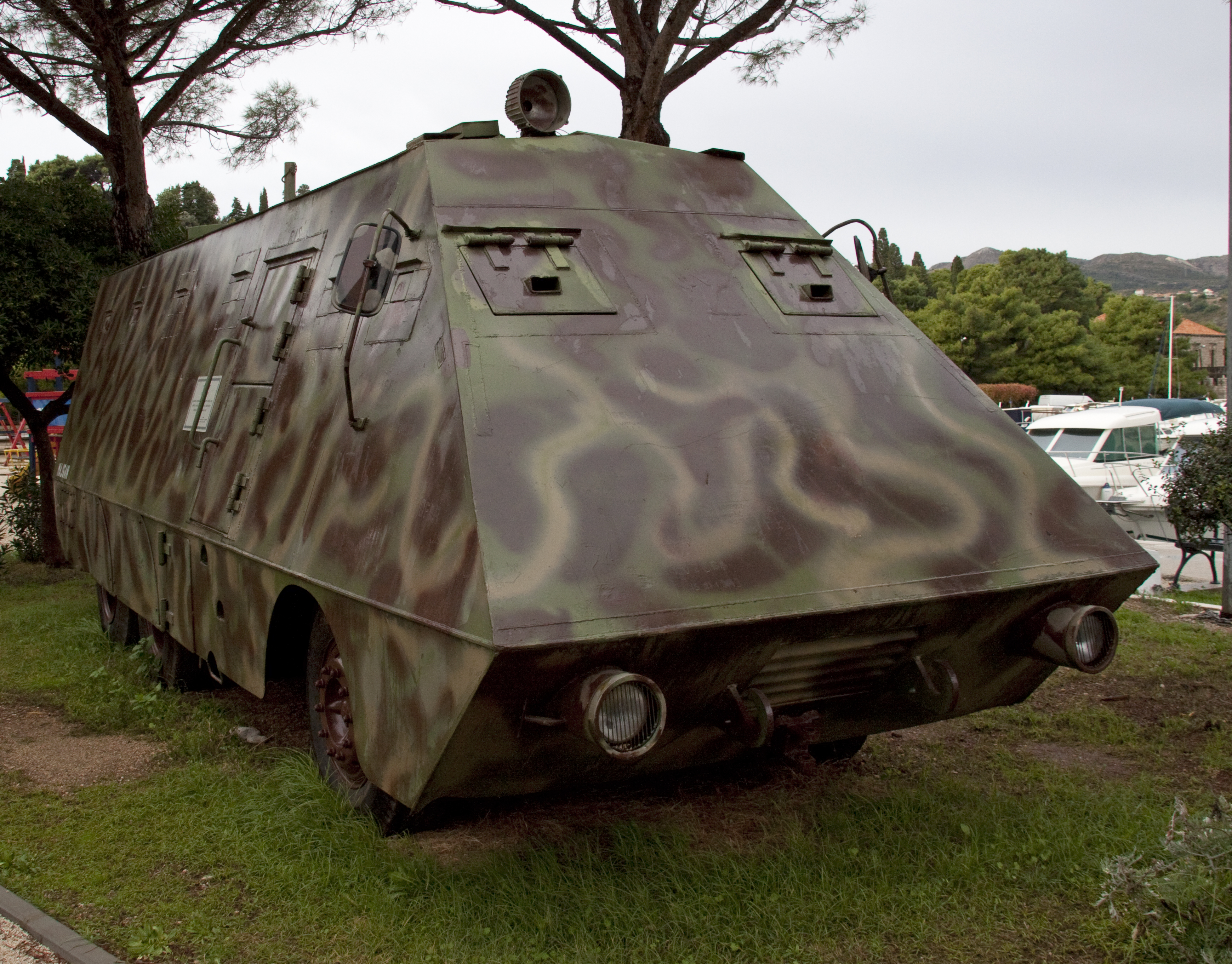
Veículo de combate improvisado utilizado na Guerra de Independência da Croácia.
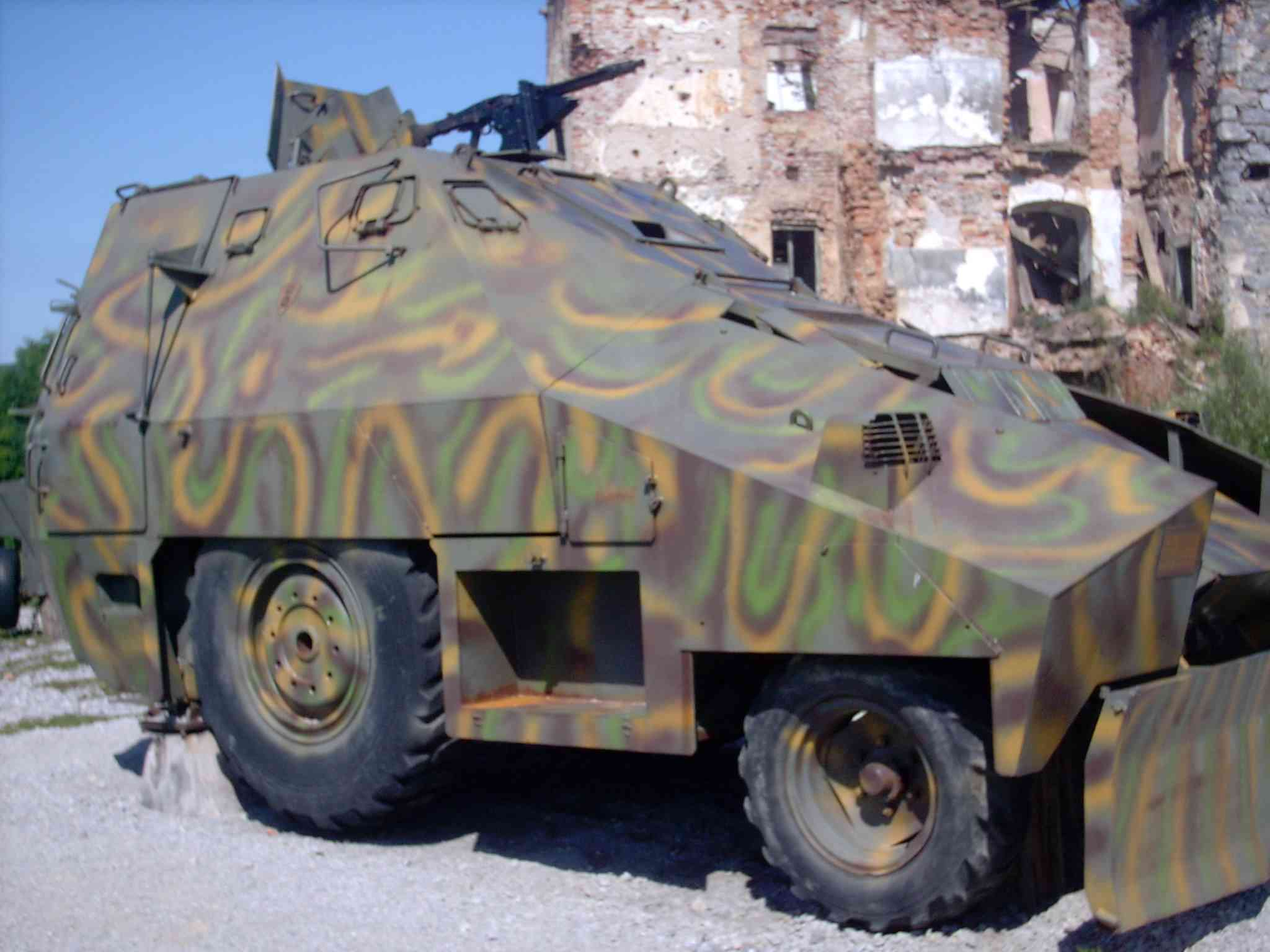
Retroescavadeira blindada improvisada croata. A plataforma giratória era equipada com um canhão antiaéreo de 20 mm, uma metralhadora pesada Browning de 12,7 mm ou um canhão de 82 mm, utilizado durante a Guerra da Independência da Croácia. Na foto, encontra-se equipada com uma metralhadora alemã MG 42, provavelmente uma variante jugoslava.

### Technicals
Normalmente, um veículo civil ou militar não combatente, modificado para fornecer alguma capacidade ofensiva á força em questão, geralmente uma caminhonete civil de caixa aberta ou um veículo 4x4, no qual são montadas uma metralhadora, uma arma antiaérea leve, rifle ou canhão sem recuo, um canhão rotativo, uma arma antitanque, um canhão antitanque, um míssil guiado antitanque, um morteiro, um lançador múltiplo de foguetes, pods de foguetes recuperados de helicópteros de ataque ou outro sistema de armas relativamente pequeno, juntamente com complementos opcionais, como blindagem de veículo improvisada.
O termo "technical" usado para descrever este tipo de veículos parece ter originado na Somália. Acredita-se que o nome tenha derivado do uso da Cruz Vermelha local, muitas vezes forçada a subornar milícias locais ou a ser vítima de roubos e ataques. O dinheiro usado para o suborno era então debitado como "despesas técnicas". Eles também são conhecidos como carros de batalha e carros de guerra.
Entre as unidades que utilizam este tipo de veículo, muitas vezes centrados no poder, força e no carisma percebidos dos seus senhores da guerra, o poder de prestígio das "technicals" é forte. De acordo com um artigo de Friedman, "O Technical é o símbolo mais significativo de poder no sul da Somália. É um pequeno caminhão com grandes metralhadoras de tripé montadas na traseira. O poder de um senhor da guerra é medido por quantos desses veículos este possui."

### Caminhões de armas

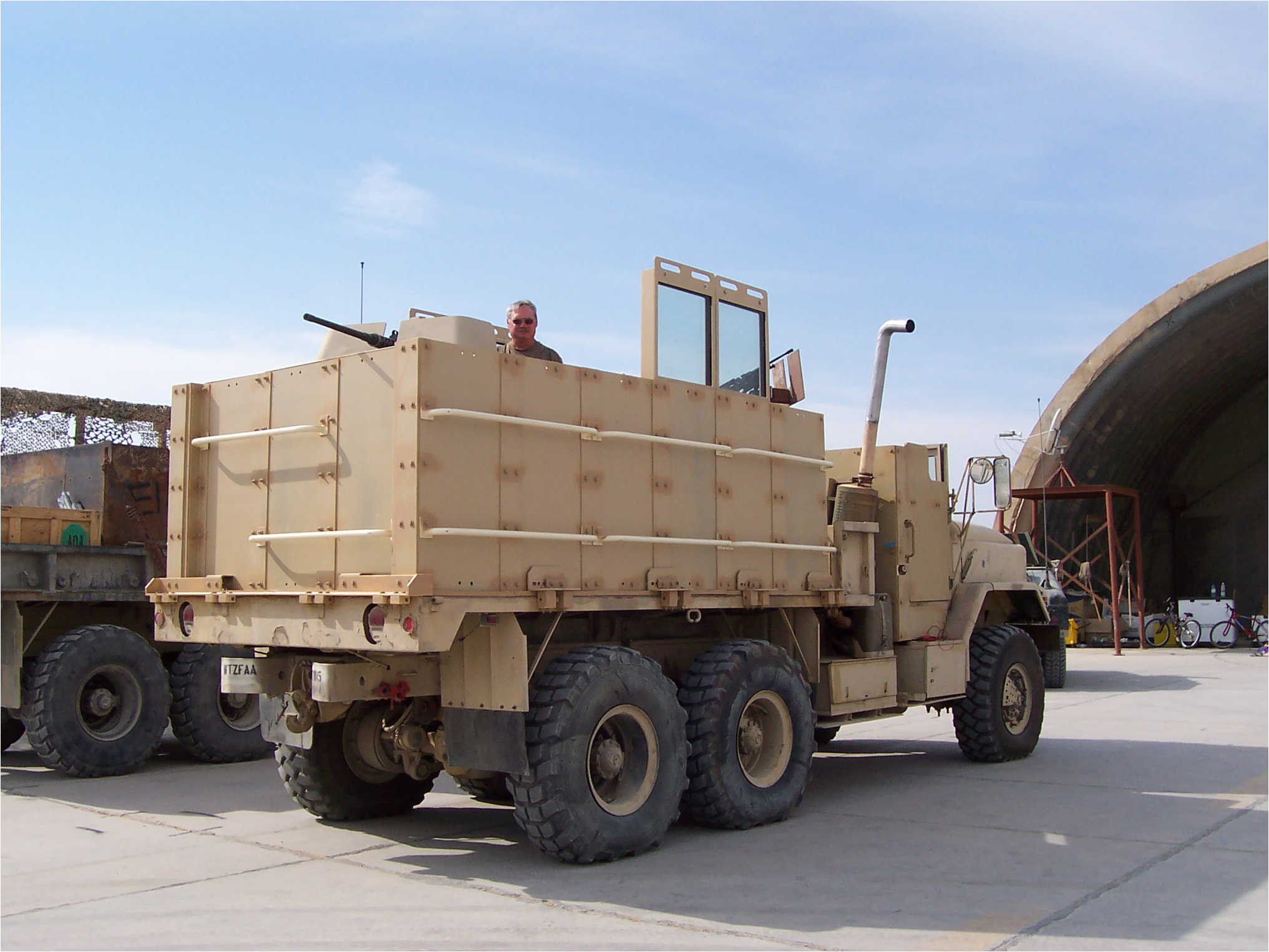
Um caminhão de armas do tipo usado no Iraque, baseado em um caminhão M939 de cinco toneladas.

Um veículo blindado militar improvisado, utilizado normalmente por unidades de exércitos regulares ou outras forças armadas oficiais dos governos, normalmente baseado em um caminhão de transporte militar convencional, que é capaz de transportar um grande número de armas, equipamentos e soldados. Estes normalmente têm baixo desempenho off-road e por isso têm sido usados principalmente por exércitos regulares para escoltar comboios militares em regiões sujeitas a emboscadas por forças de guerrilha.

### Tanques do narcotráfico

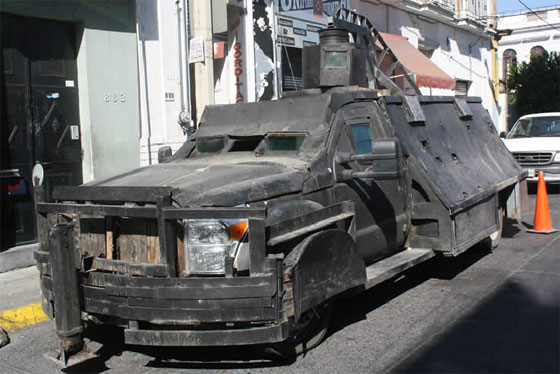
Ford F-350 "Monstruo 2010" com uma torre, capturado pelas autoridades mexicanas em Jalisco, 2011.

Tanques Narco, também chamados de caminhões rinocerontes e monstruos, são um tipo de veículo de combate improvisado usado por cartéis de drogas do México. São caminhonetes civis, caminhões basculantes, semirreboques ou outros veículos grandes equipados com armamentos, blindagem improvisada e aberturas/portas de tiro. Alguns tanques de narcotráfico são até equipados com aríetes improvisados para atravessar bloqueios de estradas. Tudo isso acrescenta mobilidade operacional, capacidades ofensivas e defensivas para combater as forças da lei e os rivais durante o tráfico de drogas e situações de combate em regiões urbanas ou rurais.

### Veículos blindados do ISIS e do YPG
Vários exemplos de veículos de combate improvisados foram criados por diversas facções na Guerra Civil Síria e na Guerra do Iraque, assim como outras regiões do mundo.
O seu armamento, espessura da blindagem e outros equipamentos utilizados na sua construção e uso geral variam em diferentes exemplares, assim como o chassi em que são projetados e construídos, dificultando o seu registo. Eles são usados como SVBIEDs (carros bomba), carros blindados, tanques improvisados e veículos blindados de transporte de pessoal improvisados.

### Veículos blindados improvisados ucranianos e russos

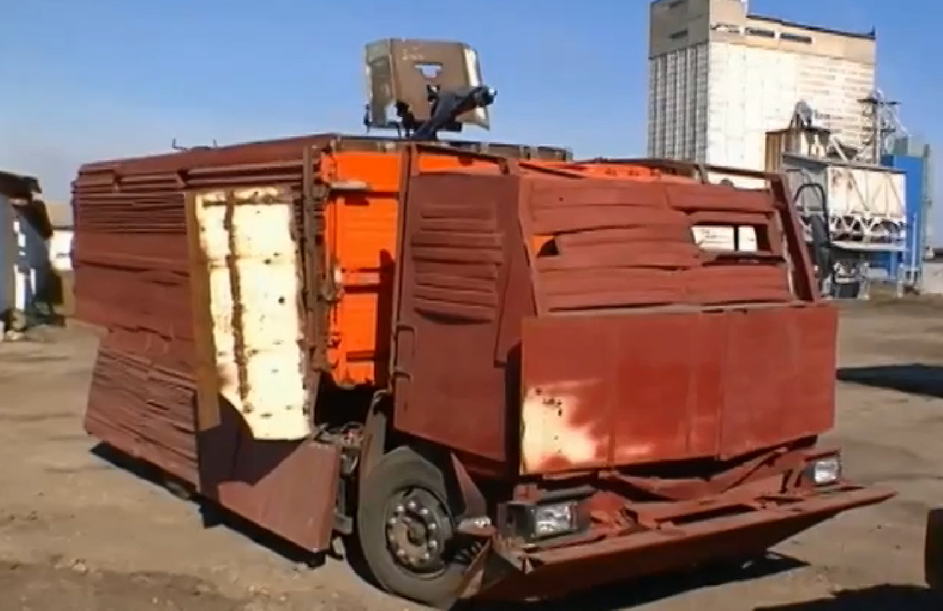
Caminhão armado ucraniano em 2014; com blindagem de veículo improvisada sendo usada como um APC improvisado na Guerra Russo-Ucraniana.

Durante a Guerra de 2014 em Donbass e com a Invasão Russa da Ucrânia em 2022, ambos os lados usaram veículos de combate improvisados para ataques e fuga ou defesas anti-drone. As forças ucranianas teriam usado lançadores de foguetes recuperados de helicópteros abatidos, montados em veículos "technicals".